# Witzadelkathaai
De witzadelkathaai (Scyliorhinus hesperius) is een vissensoort uit de familie van de kathaaien (Scyliorhinidae). De wetenschappelijke naam van de soort is voor het eerst geldig gepubliceerd in 1966 door Springer.